# Glossophaga soricina
Glossophaga soricina — вид родини листконосові (Phyllostomidae), ссавець ряду лиликоподібні (Vespertilioniformes, seu Chiroptera).

## Середовище проживання
Країни поширення: Аргентина, Беліз, Болівія, Бразилія, Колумбія, Коста-Рика, Сальвадор, Французька Гвіана, Гренада, Гаяна, Гондурас, Ямайка, Мексика (Сонора, Тамауліпас), Нікарагуа, Панама, Парагвай, Перу, Суринам, Тринідад і Тобаго, Венесуела. Зустрічаються в лісах (південь), сільських і міських районах (на півночі).

## Звички
Знайдені в печерах, тунелях, будинках.

## Загрози та охорона
Серйозних загроз нема. Вирубка лісів є локалізованою загрозою. Зустрічається на природозахисних територіях.